# Spring, Texas
Spring là một nơi ấn định cho điều tra dân số (CDP) thuộc quận Harris, tiểu bang Texas, Hoa Kỳ. Năm 2010, dân số của nơi này là 54298 người.

## Dân số
- Dân số năm 2000: 36385 người.
- Dân số năm 2010: 54298 người.